# Adalberto II Pallavicino

Stemma antico dei Pallavicino.

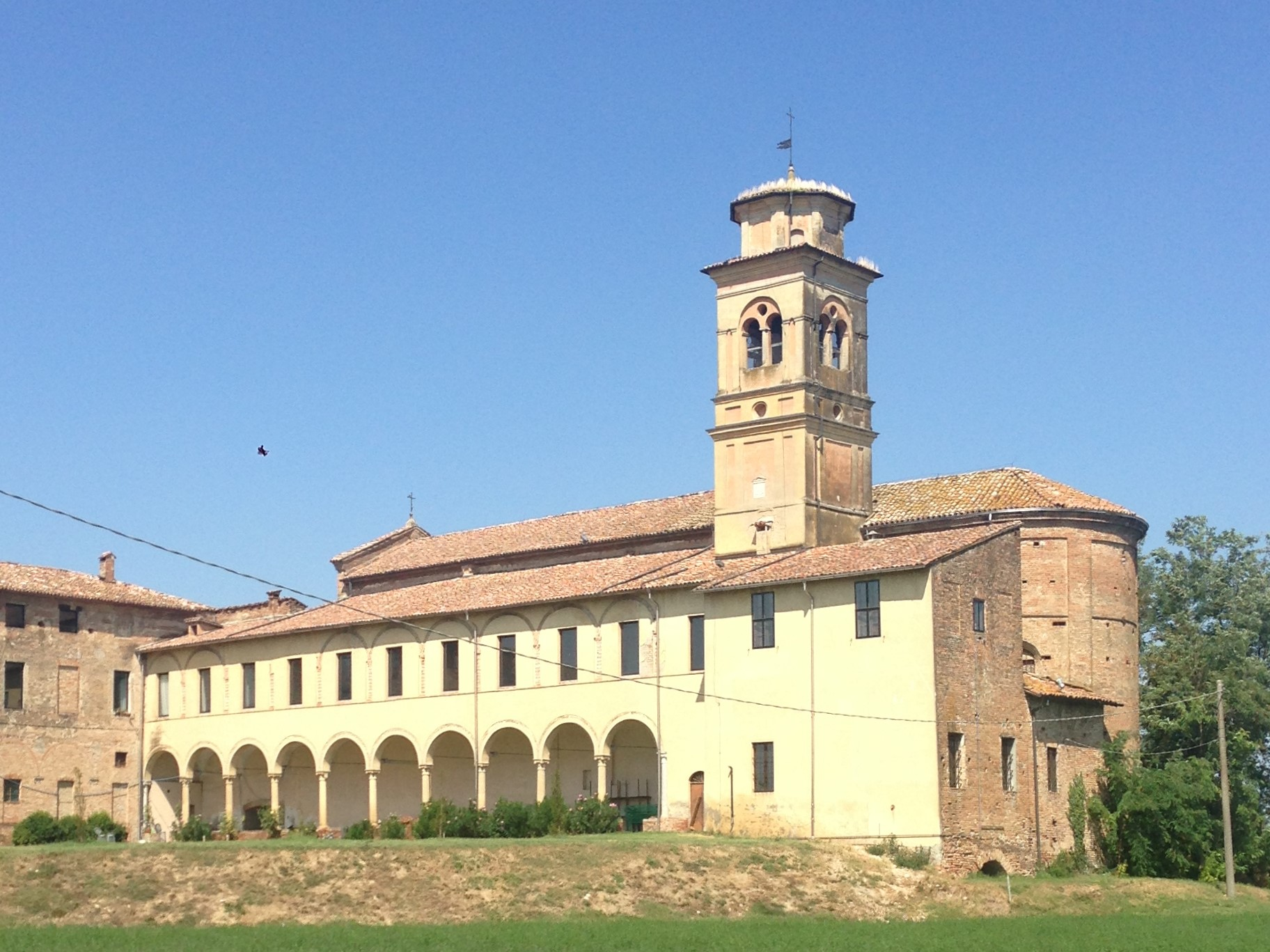
Castione Marchesi, Monastero di Santa Maria Assunta

Adalberto II Pallavicino (Luni, 980 circa – Busseto, 1034 circa) è stato un nobile italiano, marchese di Massa e capostipite della famiglia Pallavicino.

## Biografia
Figlio di Oberto III (morto nel 996) e nipote di Adalberto I degli Obertenghi, ottenne dall'imperatore del Sacro Romano Impero Corrado II il Salico l'investitura della contea di Aucia e di Busseto, dove si stabilì, divenendo la capitale del marchesato. Ebbe numerosissimi possedimenti in Lombardia, Piemonte, Liguria, Emilia e Toscana con le contee di Milano, Pavia, Como, Bergamo, Brescia, Verona, Tortona, Acqui, Alba, Piacenza, Parma, Reggio, Modena, Luni, Pisa, Volterra e Arezzo.
Fu il fondatore con la moglie Adelaide nel 1033 del monastero di Santa Maria Assunta di Castione Marchesi, che donò ai benedettini.
Morì nel 1034 circa e fu sepolto nel monastero da lui voluto e nel quale ancora esiste la sua lapide sepolcrale.

## Discendenza
Adalberto sposò Adelaide di Bosone I dei conti di Sabbioneta, progenitore della casate Massa-Carrara (Cybo-Malaspina), Parodi e Pallavicino. Ebbero un figlio, Oberto IV, morto forse nel 1084.